# Das jüngste Elsaß

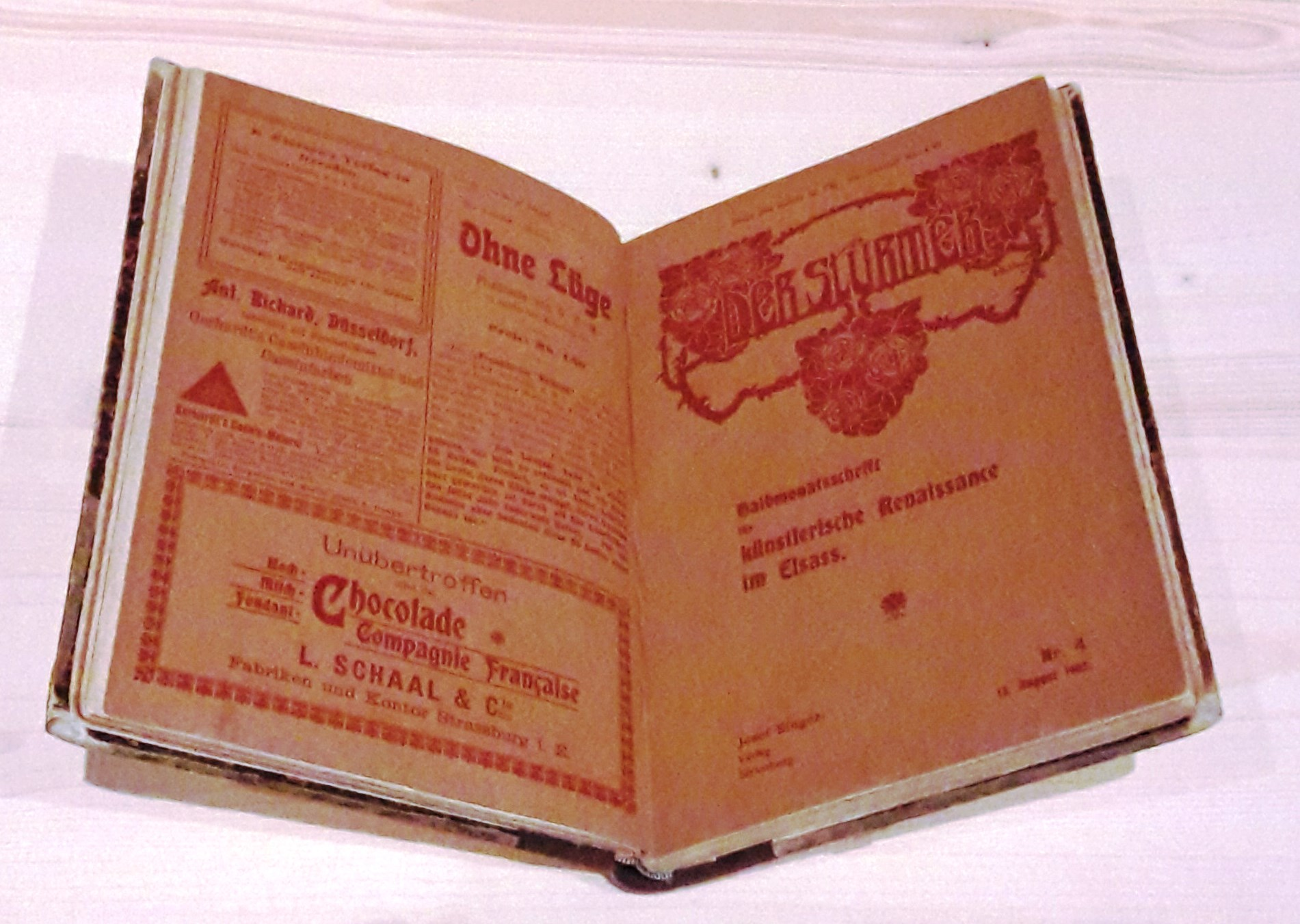
Revue "Der Stürmer", n°4, 15 août 1902

Das jüngste Elsaß, dit aussi Der Stürmerkreis, c’est-à-dire le cercle des tempétueux, d’après l’expression Sturm und Drang, est un cercle artistique et littéraire strasbourgeois des années 1900, créé pour promouvoir la culture germanique et dialectale proprement alsacienne. Ce groupe composé essentiellement de très jeunes artistes se construit en s'opposant aux idées de l’Alsa-Bund, l’association des intellectuels alsaciens purement germanisants et légitimistes envers l’Empire allemand. 

## Historique
Cette association d’artistes comprenant des peintres aussi bien que des étudiants dans les matières artistiques et littéraire a été créé en 1902. Leur revue, der Stürmer (le tempétueux), qui ne parut qu’entre janvier et novembre 1902, visait à révolutionner la culture alémanique en Alsace et au-delà.
Les membres de ce cercle, en majorité très jeunes et pour la plupart issus de l’université de Strasbourg, certains étant alsaciens de souche, d’autres allemands installés en Alsace, beaucoup réunissant ces deux identités au travers de leur famille, voulaient ouvrir une voie radicalement différente de celle de l’Alsa-Bund, une association traditionaliste et conservatrice constituée d’environ deux cents pasteurs et professeurs défenseurs de l’intégration de l’Alsace à la culture germanique et qui s’exprimait au travers d’une revue la Neue Erwinia.
Les positions esthétiques des très jeunes membres du Stürmerkreis font penser à une forme tardive d’adhésion à Friedrich Nietzsche et au naturalisme, mais elles annoncent aussi l’expressionnisme.

## Membres notables
- le poète lyrique et professeur d’allemand Ernst Stadler (1883-1914)
- l’écrivain, essayiste et traducteur René Schickele (1883-1940)
- l’écrivain Otto Flake (1880-1963)
- le poète, peintre et plasticien Hans Arp (ou Jean Arp, 1886-1966), futur icône du dadaïsme
- l’historien spécialiste des Balkans, journaliste et homme politique Hermann Wendel (1884-1936)
- l’écrivain Bernd Isemann (1881-1967)
- le journaliste et homme politique Salomon Grumbach (1884–1952)
- le journaliste René Prévot (1880–1955)